# Rollplatz 7

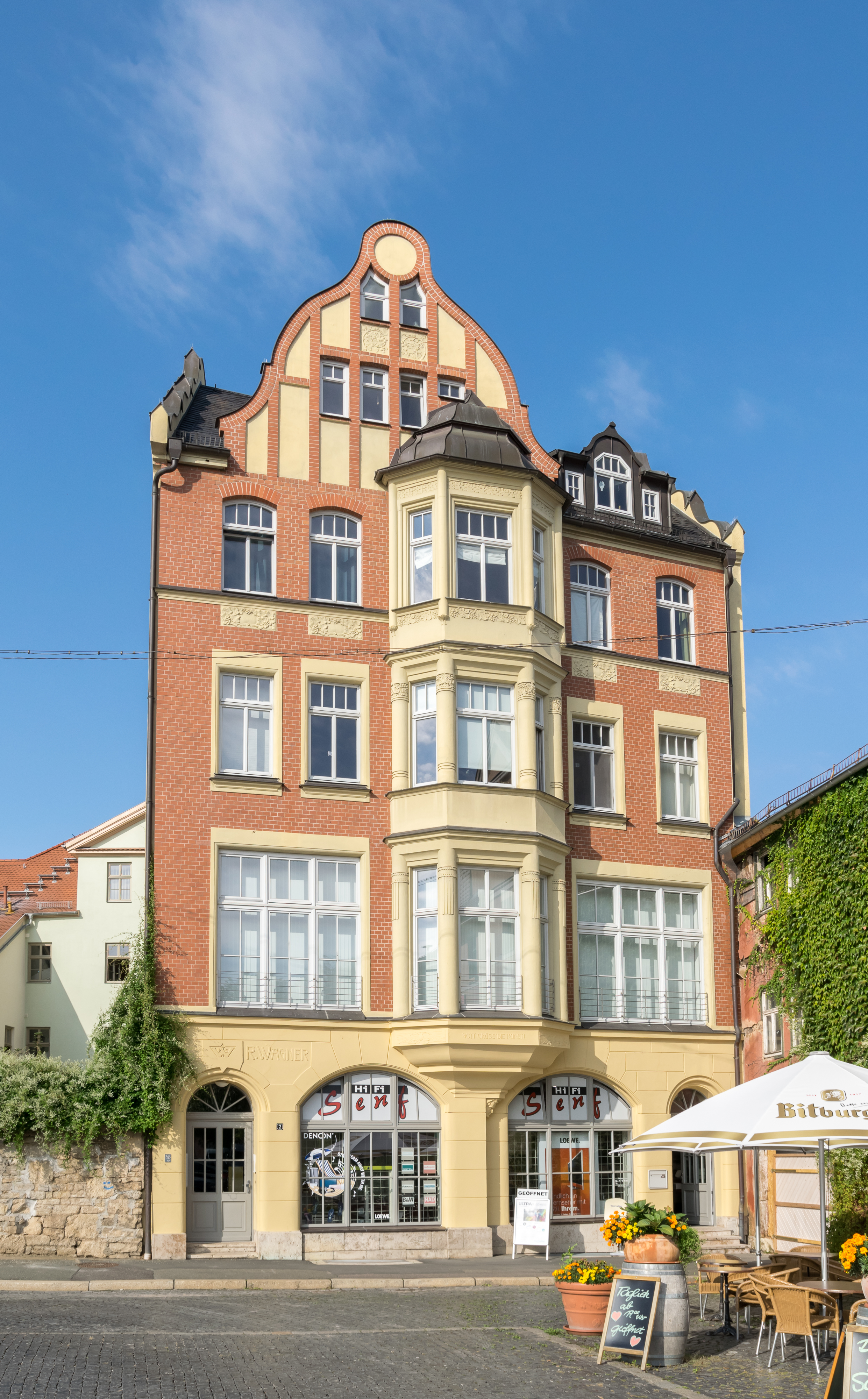
Weimar, Rollplatz 7

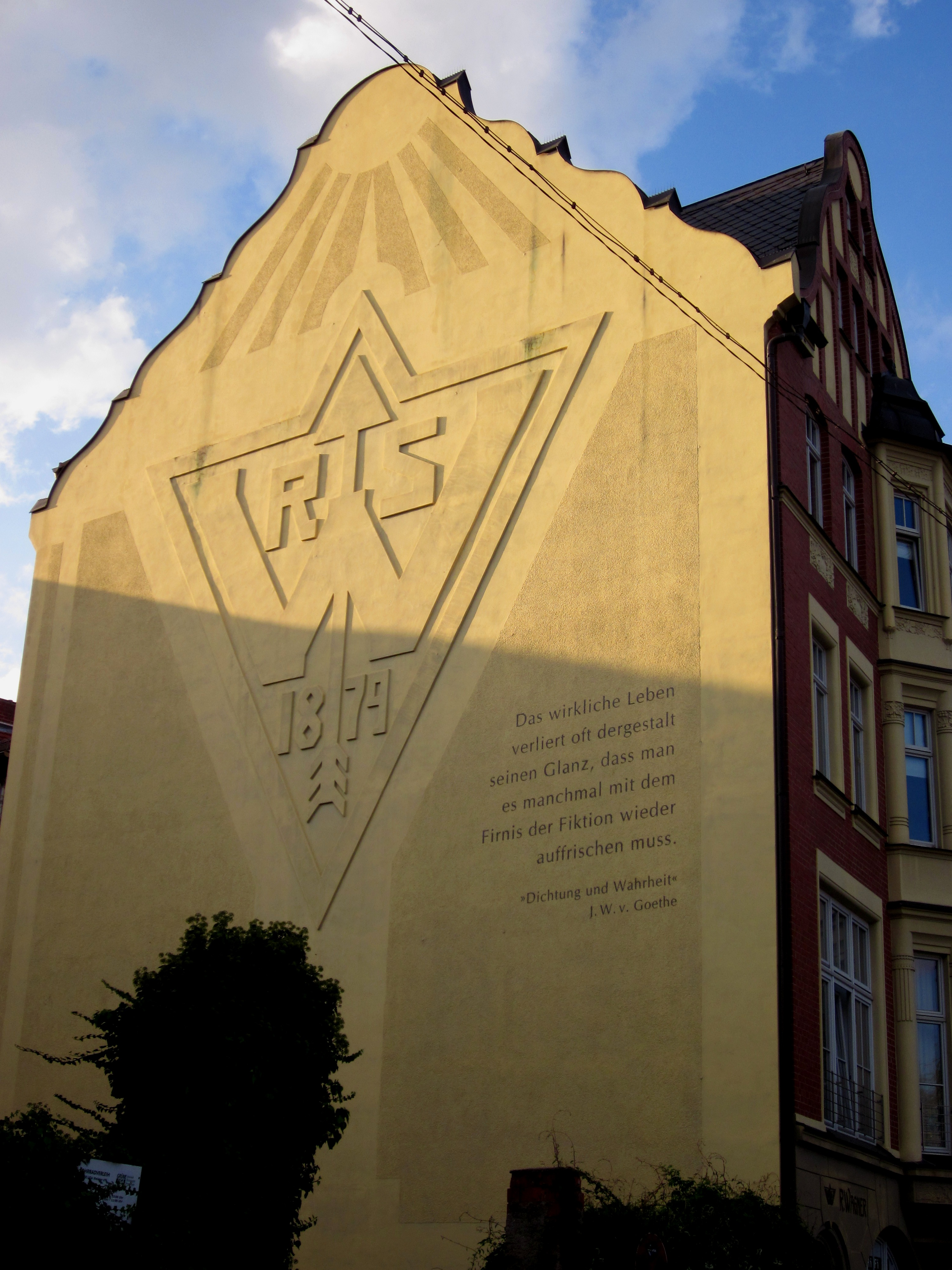
Giebel des Hauses Rollplatz 7

Die Rollplatz 7 ist ein Wohn- und Geschäftshaus in der Jakobsvorstadt von Weimar.

## Geschichte
Die Buchdruckerei R. Wagner & Sohn wurde 1879 gegründet. Laut Weimarer Adressbuch von 1882 war die Druckerei am Rollplatz 9. Dort war auch die Firmengründung. Er besaß auch das Grundstück Rollplatz 7. Das darauf befindliche Gebäude wurde abgebrochen. und in die Bürgerschulstraße 6 bzw. an den Rollplatz 7 verlegt. Das Firmenschild ist erhalten geblieben. Auch das Firmenlogo ist übergroß an der Giebelwand zu sehen. Der Firmengründer Robert Wagner (1841–1893) war selbst Schriftsetzer. Auftraggeber des Baues Rollplatz 7 war der Sohn Robert Wagners Alfred Wagner. Wagner gab den Bau 1904 bei Rudolf Zapfe in Auftrag. Der Bau wurde 1905 fertiggestellt. Die Firma bezog zu Beginn des Ersten Weltkrieges das Gebäude in der Marienstraße. Aus dieser ging die Gutenberg Druckerei hervor, die sich in der Marienstraße befindet. Das in Backstein ausgeführte Gebäude gehört dem Jugendstil an. Das Haus Rollplatz 7 verblieb auch nach dem Wechsel in die Marienstraße im Besitz der Familie Wagner und wurde vermietet. Im Jahr 1916 ging das Haus durch den Verkauf Alfred Wagners an Reinhold Schindler über, der vorher mehrere Standorte für seine 1899 gegründete Firma hatte. Auch sein Sohn Kurt Schindler war hier als Buchdrucker tätig. Er übernahm die Druckerei schließlich vom Vater.
Das Gebäude ist verzeichnet auf der Liste der Kulturdenkmale in Weimar (Einzeldenkmale).